# Wolfegg
Wolfegg est une commune de Bade-Wurtemberg (Allemagne), située dans l'arrondissement de Ravensbourg, dans la région Bodensee-Oberschwaben, dans le district de Tübingen.

## Jumelages
- Colico (Italie) depuis 1986
- Rüthi (Suisse) depuis 2003